# Melomys burtoni
Melomys burtoni är en däggdjursart som först beskrevs av Edward Pierson Ramsay 1887. Den ingår i släktet Melomys och familjen råttdjur. IUCN kategoriserar arten globalt som livskraftig. Inga underarter finns listade i Catalogue of Life.
Artepitetet i det vetenskapliga namnet hedrar forskaren Walter Burton som 1886 deltog i en expedition till nordöstra Australien.

## Beskrivning
Melomys burtoni är en liten råtta med en kroppslängd förutom svansen på 8,5 till 13 cm, en svanslängd på 9 till 15 cm, och en vikt mellan 25 och 80 g. Pälsen på ovansidan är gråbrun till rödbrun, medan bukpälsens färg varierar från grå över beige till rent vit. Öronen är ljusgrå till bruna, medan den nästan hårlösa, fjälliga svansen är mörk på ovansidan, smutsvit på undersidan. Typiskt för denna art är att svansens fjäll inte är överlappande, som hos de flesta råttor, utan liggande kant i kant, som i en mosaik. Honan har fyra spenar.

## Taxonomi
Melomys burtoni:s status är omdebatterad. Vissa forskare anser att detta taxon och Melomys lutillus är en enda art, medan andra betraktar de båda taxonen som skilda arter. Vissa av de senare betraktar den population som lever på Nya Guinea som en underart till Melomys lutillus, vilket alltså begränsar Melomys burtoni:s utbredning till Australien.

## Utbredning
Arten förekommer i norra och östra Australiens kusttrakter inklusive flera mindre öar i regionen samt på södra Nya Guinea.

## Ekologi
Melomys burtoni är en nattaktiv gnagare som förekommer från låglänta områden till bergstrakter upp till 1 200 meter över havet. Habitatet utgörs av gräs- och halvgräsmarker, öppna skogar, gräsbevuxna gläntor i tropiska regnskogar, snår med klätterväxter och av fuktiga områden som träsk eller mangrove. Den lever också gärna i sockerrörsodlingar, som både erbjuder skydd och föda. Arten är en skicklig klättrare. Den är solitär, och aggressiv mot andra artmedlemmar.

### Föda
Födan består av gräs, där den framför allt tar skott och frön, andra frön, främst av tvåhjärtbladiga växter, där den föredrar fröskal och frövita, andra växter inklusive frukter, svamp och insekter. Den betraktas som ett svårt skadedjur på sockerrörsodlingar, något som den är ensam om inom sitt släkte.

### Fortplantning
Råttan bygger klotrunda bon av gräs och blad, som den placerar uppe i högt gräs eller annan tjock vegetation. Arten kan fortplanta sig hela året, men vanligast mellan januari och juli. Honan får upp till fem ungar per kull.